# Belize nos Jogos Olímpicos de Verão da Juventude de 2010
Belize participou dos Jogos Olímpicos de Verão da Juventude de 2010 em Singapura. Sua delegação foi composta de três atletas, todos do atletismo.>.

## Atletismo
| Evento          | Atleta        | Qualificação | Qualificação | Final     | Final        |
| Evento          | Atleta        | Resultado    | Posição      | Resultado | Posição      |
| --------------- | ------------- | ------------ | ------------ | --------- | ------------ |
| 100 m masculino | Jaleel Lino   | 11.93        | 27º(5º q1)   | 11.81     | 4º (Final D) |
| 200 m masculino | Jason Leslie  | 25.63        | 24º (6º q3)  | 25.43     | 5º (Final D) |
| 100 m feminino  | Leanne Murray | 14.24        | 32º (6º q5)  | 13.83     | 3º (Final E) |